# Andrés Cano
Andrés Cano là một chính khách người Mỹ, người được bầu vào Hạ viện Arizona trong cuộc bầu cử lập pháp bang 2018 Ông đại diện cho khu vực 3 là thành viên Đảng Dân chủ.

## Bầu cử
Cano là người có số phiếu cao nhất trong cuộc bầu cử sơ bộ Dân chủ vào ngày 28 tháng 8 năm 2018, mở đường cho ứng cử viên của ông là một ứng cử viên cho một trong hai ghế mở trong cuộc tổng tuyển cử vào tháng 11.

## Hạ viện Arizona
Nhiệm vụ của Ủy ban của Cano bao gồm Ủy ban Cách thức và Phương tiện Nhà, và Ủy ban Tài nguyên, Năng lượng và Nước.